# Alberta Junior Hockey League
Alberta Junior Hockey League (AJHL) är en juniorishockeyliga för ishockeyspelare upp till 20 års ålder och är baserat i den kanadensiska provinsen Alberta.
Ligan grundades 1963 och är sanktionerad av både Hockey Alberta och Hockey Canada.

## Lagen
Källa: 
| Viterra AJHL North - Bonnyville Pontiacs - Drayton Valley Thunder - Fort McMurray Oil Barons - Grande Prairie Storm - Lloydminster Bobcats - Sherwood Park Crusaders - Spruce Grove Saints - Whitecourt Wolverines | Viterra AJHL South - Blackfalds Bulldogs - Brooks Bandits - Calgary Canucks - Camrose Kodiaks - Canmore Eagles - Drumheller Dragons - Okotoks Oilers - Olds Grizzlys |

## Mästare
Samtliga lag som har vunnit AJHL sedan starten av ligan.
| - 1964–1965: Calgary Buffaloes - 1965–1966: Calgary Buffaloes - 1966–1967: Edmonton Western Movers - 1967–1968: Edmonton Western Movers - 1968–1969: Lethbridge Sugar Kings - 1969–1970: Red Deer Rustlers - 1970–1971: Red Deer Rustlers - 1971–1972: Red Deer Rustlers - 1972–1973: Calgary Canucks - 1973–1974: Red Deer Rustlers - 1974–1975: Spruce Grove Mets - 1975–1976: Spruce Grove Mets - 1976–1977: Calgary Canucks - 1977–1978: Calgary Canucks | - 1978–1979: Fort Saskatchewan Traders - 1979–1980: Red Deer Rustlers - 1980–1981: St. Albert Saints - 1981–1982: St. Albert Raiders - 1982–1983: Calgary Canucks - 1983–1984: Fort Saskatchewan Traders - 1984–1985: Red Deer Rustlers - 1985–1986: Calgary Canucks - 1986–1987: Red Deer Rustlers - 1987–1988: Calgary Canucks - 1988–1989: Red Deer Rustlers - 1989–1990: Calgary Canucks - 1990–1991: Calgary Royals - 1991–1992: Olds Grizzlys | - 1992–1993: Olds Grizzlys - 1993–1994: Olds Grizzlys - 1994–1995: Calgary Canucks - 1995–1996: St. Albert Saints - 1996–1997: Fort McMurray Oil Barons - 1997–1998: St. Albert Saints - 1998–1999: Calgary Canucks - 1999–2000: Fort McMurray Oil Barons - 2000–2001: Camrose Kodiaks - 2001–2002: Drayton Valley Thunder - 2002–2003: Camrose Kodiaks - 2003–2004: Grande Prairie Storm - 2004–2005: Camrose Kodiaks - 2005–2006: Fort McMurray Oil Barons | - 2006–2007: Camrose Kodiaks - 2007–2008: Camrose Kodiaks - 2008–2009: Grande Prairie Storm - 2009–2010: Spruce Grove Saints - 2010–2011: Spruce Grove Saints - 2011–2012: Brooks Bandits - 2012–2013: Brooks Bandits - 2013–2014: Spruce Grove Saints - 2014–2015: Spruce Grove Saints - 2015–2016: Brooks Bandits - 2016–2017: Brooks Bandits - 2017–2018: Spruce Grove Saints - 2018–2019: Brooks Bandits - 2019–2020: Ingen vinnare (Covid-19-pandemin). |

## Spelare

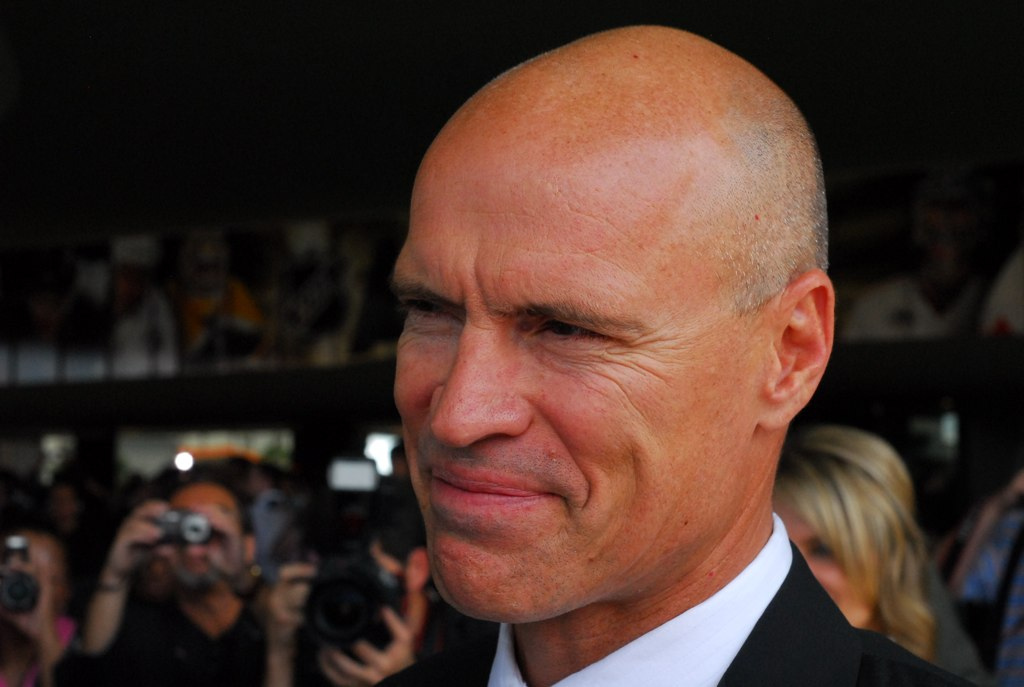
Mark Messier.

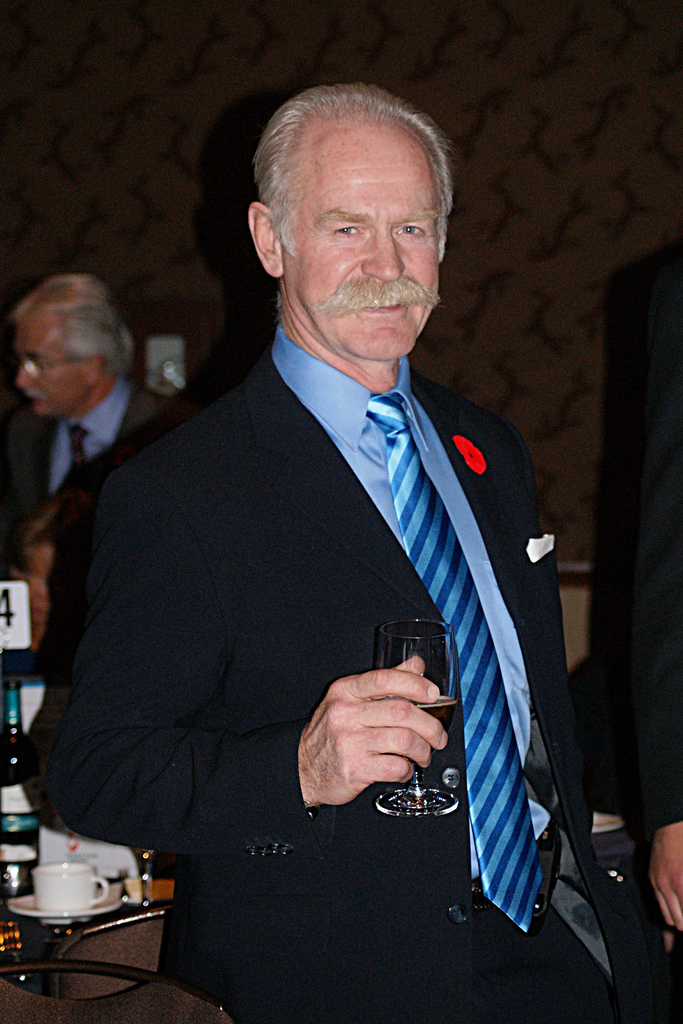
Lanny McDonald.

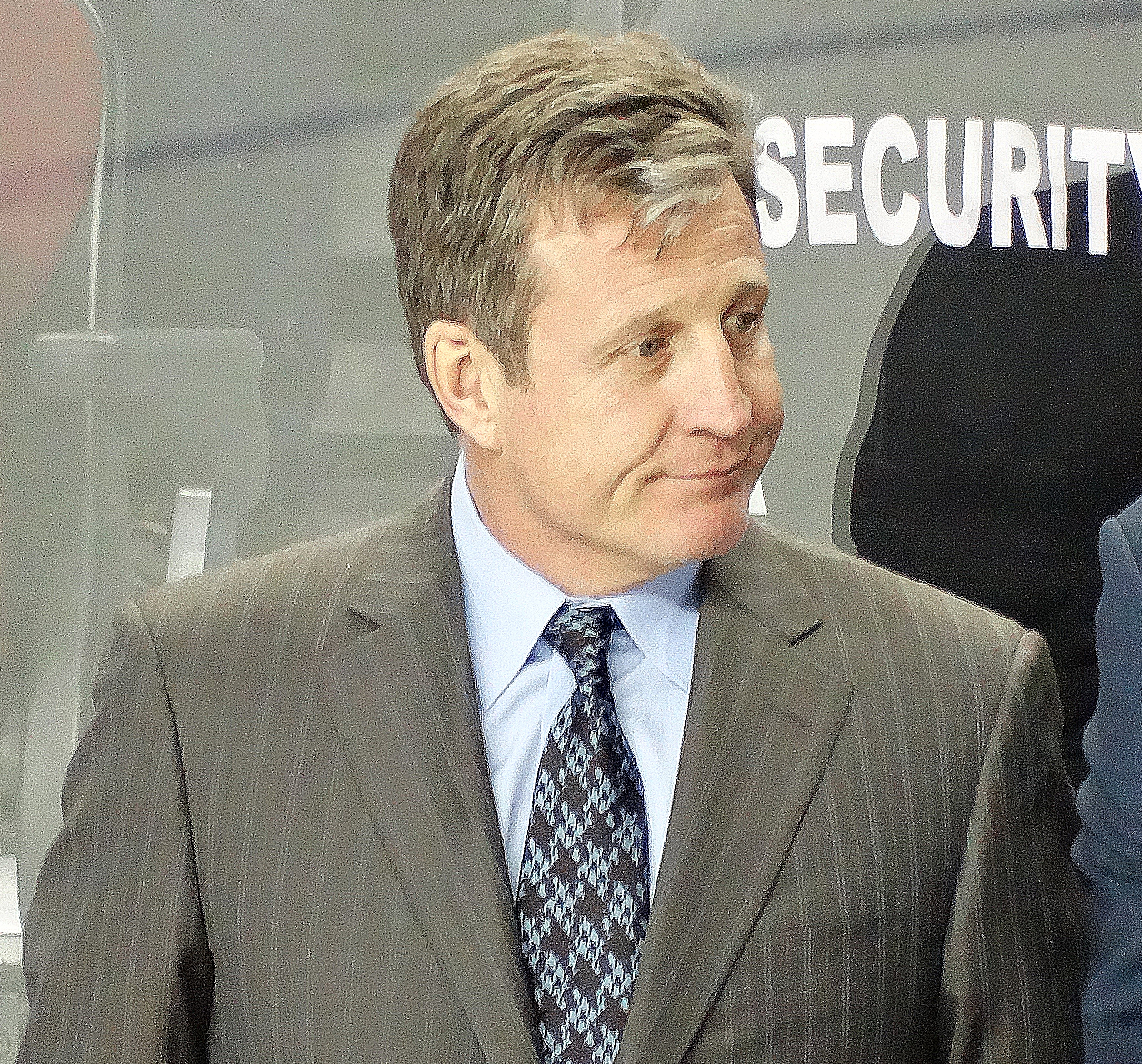
Mike Vernon.

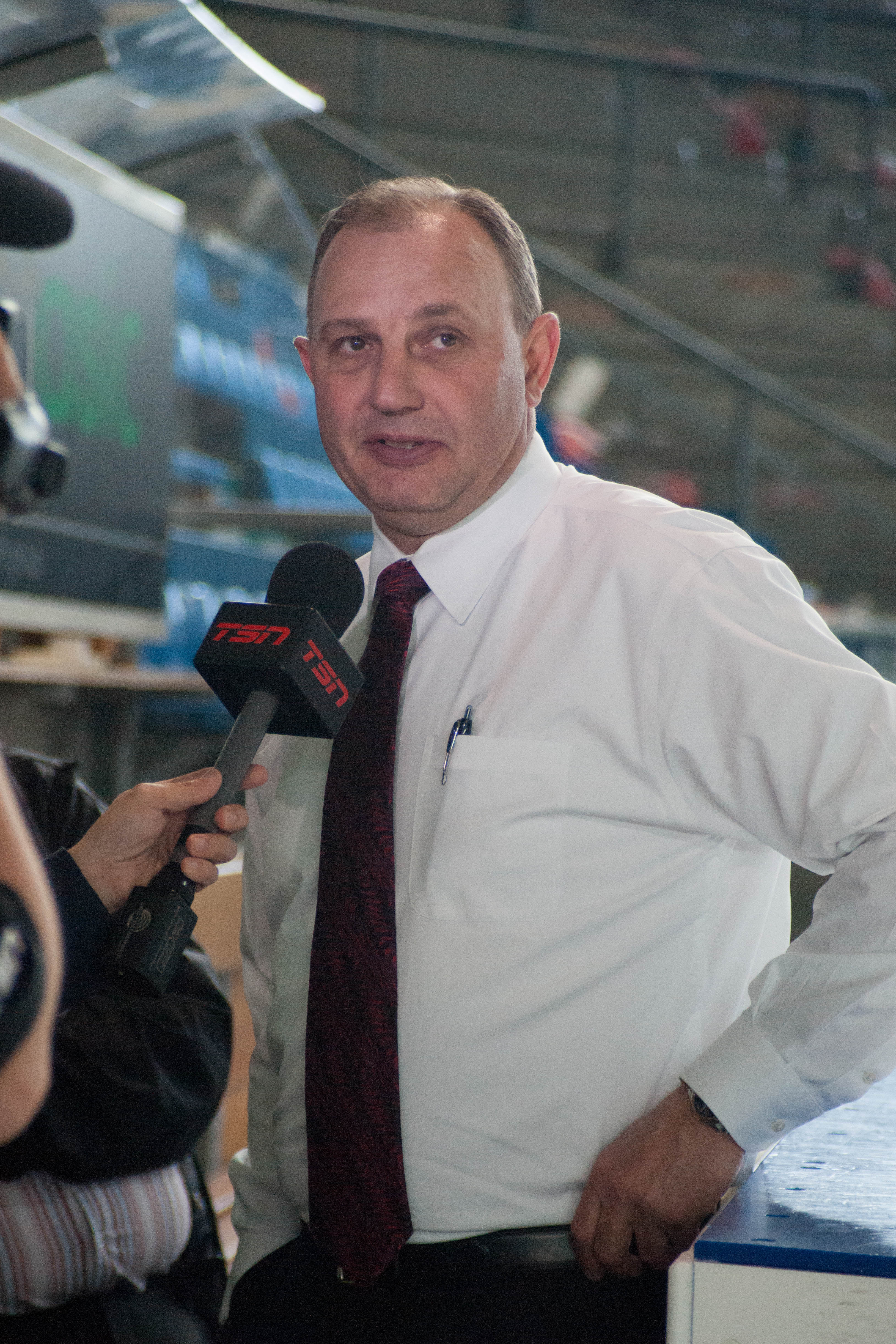
Brent Sutter.

Ett urval av ishockeyspelare som har spelat en del av sina ungdomsår i AJHL.
| Målvakter - John Davidson - Mark Fitzpatrick - Chad Johnson - Clint Malarchuk - Ben Scrivens - Mike Vernon - Cam Ward | Backar - Dave Babych - Brian Benning - Jim Benning - Mike Commodore - Kevin Connauton - Ken Daneyko - Karl Dykhuis - Kevin Haller - Greg Hawgood - Nick Holden - Richard Matvichuk - Dana Murzyn - Chris Phillips - Mark Pysyk - Mike Rathje - Wade Redden - Jason Smith - Sheldon Souray - Ken Sutton - Darryl Sydor - Brad Werenka - Glen Wesley - Zarley Zalapski | Forwards - Craig Adams - Stu Barnes - Jay Beagle - Blair Betts - René Bourque - Joe Colborne - Mike Comrie - T.J. Galiardi - Curtis Glencross - Scott Hartnell - Dany Heatley - Kelly Kisio - Krystofer Kolanos - Mark Letestu - Clarke MacArthur - Lanny McDonald - Mark Messier - Troy Murray - Jim Nill - Fernando Pisani - Brayden Point - Mason Raymond - Lindy Ruff - Devin Setoguchi - Brent Sutter - Brian Sutter - Darryl Sutter - Duane Sutter - Rich Sutter - Ron Sutter - Nick Tarnasky - Scottie Upshall |